# مراقب ما باش، کاپیتان
کاپیتان، مراقب ما باش (به کره‌ای: 부탁해요 캡틴) نام یک سریال کره‌ای است که در سال ۲۰۱۲ با بازی کو هائه سان (بازیگر نقش گوم جاندی در سریال پسران برتر از گل) و جین جی هه (بازیگر نقش امپراتور در سریال دونگ یی) در نقش خلبان یک هواپیما توسط شبکهٔ تلویزیونی SBS در ۲۰ قسمت پخش شد.

## بازیگران
| نام         | کاراکتر       |
| ----------- | ------------- |
| کو هائه سان | هان دا جین    |
| جی جین هی   | کیم یونگ سون  |
| لی چون هی   | کانگ دنگ سو   |
| یو سان      | چوی جی وون    |
| کلارا       | هونگ می جو    |
| کوآن نارا   | بازیگر میهمان |